# Eccellenza Sardegna 2012-2013
Il campionato italiano di calcio di Eccellenza regionale 2012-2013 è il ventiduesimo organizzato in Italia. Rappresenta il sesto livello del calcio italiano.
Questo è il girone organizzato dal Comitato Regionale Sardegna, da questa stagione portato da 18 a 16 squadre partecipanti.

## Squadre partecipanti
| Club                      | Città                  | Campo di gioco                    | Posizione 2011-2012                          |
| ------------------------- | ---------------------- | --------------------------------- | -------------------------------------------- |
| Alghero                   | Alghero (SS)           | Stadio Mariotti                   | 4º posto in Eccellenza Sardegna              |
| Calangianus               | Calangianus (SS)       | Campo sportivo Signora Chiara     | 6º posto in Eccellenza Sardegna              |
| Carbonia                  | Carbonia (CI)          | Stadio Carlo Zoboli               | 7º posto in Eccellenza Sardegna              |
| Castelsardo               | Castelsardo (SS)       | Campo sportivo Comunale           | 10º posto in Eccellenza Sardegna             |
| Socio Culturale Castiadas | Castiadas (CA)         | Campo sportivo L'Annunziata       | 11º posto in Eccellenza Sardegna             |
| Fertilia                  | Fertilia (Alghero, SS) | Stadio Mariotti                   | 3º posto in Eccellenza Sardegna              |
| Latte Dolce               | Sassari (SS)           | Campo Latte Dolce                 | 1º posto nel girone B di Promozione Sardegna |
| Muravera                  | Muravera (CA)          | Campo sportivo Comunale           | 8º posto in Eccellenza Sardegna              |
| Olbia                     | Olbia (SS)             | Stadio Bruno Nespoli              | 2º posto in Eccellenza Sardegna              |
| Porto Corallo             | Villaputzu (CA)        | Campo sportivo Comunale           | 2º posto nel girone A di Promozione Sardegna |
| Pula                      | Pula (CA)              | Campo sportivo Comunale "Le Aie"  | 12º posto in Eccellenza Sardegna             |
| Samassi                   | Samassi (VS)           | Campo sportivo Comunale           | 1º posto nel girone A di Promozione Sardegna |
| San Teodoro               | San Teodoro (SS)       | Campo sportivo Comunale           | 14º posto in Eccellenza Sardegna             |
| Sanluri                   | Sanluri (VS)           | Campo sportivo comunale Campu Nou | 13º posto in Eccellenza Sardegna             |
| Taloro Gavoi              | Gavoi (NU)             | Campo sportivo Comunale Maristiai | 5º posto in Eccellenza Sardegna              |
| Tempio                    | Tempio Pausania (SS)   | Stadio Nino Manconi               | 4º posto nel girone B di Promozione Sardegna |

## Classifica finale
|  | Pos. | Squadra       | Pt | G  | V  | N  | P  | GF | GS | DR  |
|  | ---- | ------------- | -- | -- | -- | -- | -- | -- | -- | --- |
|  | 1.   | Olbia         | 69 | 30 | 21 | 6  | 3  | 67 | 28 | +39 |
|  | 2.   | Latte Dolce   | 58 | 30 | 17 | 7  | 6  | 59 | 34 | +25 |
|  | 3.   | Muravera      | 51 | 30 | 15 | 6  | 9  | 55 | 43 | +12 |
|  | 4.   | Porto Corallo | 51 | 30 | 15 | 6  | 9  | 49 | 38 | +11 |
|  | 5.   | Fertilia      | 50 | 30 | 13 | 11 | 6  | 48 | 23 | +25 |
|  | 6.   | Taloro Gavoi  | 50 | 30 | 14 | 8  | 8  | 42 | 32 | +10 |
|  | 7.   | Castiadas     | 49 | 30 | 14 | 7  | 9  | 45 | 33 | +12 |
|  | 8.   | Samassi       | 45 | 30 | 12 | 9  | 9  | 50 | 36 | +14 |
|  | 9.   | Sanluri       | 42 | 30 | 12 | 6  | 12 | 43 | 39 | +4  |
|  | 10.  | San Teodoro   | 41 | 30 | 11 | 8  | 11 | 41 | 35 | +6  |
|  | 11.  | Calangianus   | 41 | 30 | 11 | 8  | 11 | 28 | 37 | -9  |
|  | 12.  | Tempio        | 35 | 30 | 10 | 5  | 15 | 31 | 38 | -7  |
|  | 13.  | Alghero       | 29 | 30 | 8  | 5  | 17 | 32 | 51 | -19 |
|  | 14.  | Pula          | 27 | 30 | 6  | 9  | 15 | 30 | 54 | -24 |
|  | 15.  | Castelsardo   | 17 | 30 | 4  | 5  | 21 | 19 | 68 | -49 |
|  | 16.  | Carbonia      | 11 | 30 | 3  | 2  | 25 | 23 | 73 | -50 |

Legenda:

: Promozione in Serie D 2013-2014

: Ammesse ai play-off e ai play-out.

 Zona retrocessione diretta in Promozione 2013-2014.
Note:
Tre punti a vittoria, uno a pareggio, zero a sconfitta.

## Risultati
Il calendario del campionato di Eccellenza regionale Sardegna è stato diramato il 6 settembre 2012 dal Comitato Regionale Sardegna. Il campionato ha avuto inizio il 16 settembre 2012 e terminò il 28 aprile 2013. L'unico turno infrasettimanale (salvo eventuali recuperi) si disputò il 1º novembre 2012, mentre turni di riposo furono osservati il 30 dicembre 2012, il 10 febbraio, il 24 marzo ed il 31 marzo 2013.

### Tabellone
|               | ALG | CAL | CAR | CTE | CTI | FER | LAT | MUR | OLB | POR | PUL | SAM | SAN | SAN | TAL | TEM |
| Alghero       |     | 1-1 | 4-0 | 1-2 | 0-1 | 1-3 | 1-2 | 1-2 | 1-2 | 1-3 | 3-0 | 1-0 | 0-1 | 1-1 | 1-1 | 2-0 |
| Calangianus   | 3-0 |     | 2-0 | 0-1 | 0-0 | 0-0 | 2-3 | 2-1 | 1-1 | 2-0 | 2-1 | 1-0 | 2-1 | 2-1 | 0-1 | 0-2 |
| Carbonia      | 1-2 | 1-2 |     | 1-0 | 1-2 | 0-0 | 3-2 | 3-4 | 0-5 | 0-4 | 1-3 | 1-3 | 2-1 | 2-3 | 0-2 | 0-1 |
| Castelsardo   | 1-2 | 0-1 | 1-0 |     | 0-2 | 1-1 | 0-3 | 0-2 | 0-5 | 0-1 | 0-3 | 2-1 | 0-0 | 0-4 | 1-2 | 2-4 |
| Castiadas     | 1-1 | 1-0 | 3-1 | 4-0 |     | 1-3 | 1-1 | 3-1 | 0-3 | 0-1 | 3-2 | 2-1 | 1-1 | 4-0 | 2-2 | 0-1 |
| Fertilia      | 5-0 | 4-0 | 3-1 | 5-1 | 1-0 |     | 2-1 | 1-2 | 2-2 | 0-0 | 2-0 | 0-0 | 0-0 | 0-0 | 1-1 | 2-0 |
| Latte Dolce   | 4-0 | 1-0 | 6-0 | 2-1 | 1-1 | 1-0 |     | 6-0 | 3-1 | 1-2 | 3-1 | 2-2 | 3-4 | 2-1 | 0-0 | 1-0 |
| Muravera      | 3-0 | 1-1 | 3-1 | 2-1 | 0-0 | 1-3 | 4-0 |     | 2-2 | 2-0 | 1-1 | 3-1 | 2-2 | 0-2 | 3-0 | 2-0 |
| Olbia         | 2-1 | 4-0 | 1-0 | 4-1 | 2-0 | 2-1 | 1-0 | 1-1 |     | 2-1 | 4-0 | 2-1 | 4-2 | 1-0 | 1-1 | 3-2 |
| Porto Corallo | 4-0 | 0-0 | 2-1 | 6-0 | 2-3 | 1-3 | 1-1 | 2-0 | 0-2 |     | 3-1 | 1-1 | 3-2 | 1-0 | 0-4 | 1-1 |
| Pula          | 0-2 | 1-1 | 0-0 | 0-0 | 1-4 | 0-0 | 1-1 | 0-8 | 2-0 | 1-1 |     | 1-2 | 1-3 | 2-3 | 1-0 | 3-1 |
| Samassi       | 2-2 | 4-1 | 3-0 | 2-2 | 2-1 | 1-1 | 2-2 | 3-0 | 1-3 | 5-1 | 3-0 |     | 1-0 | 1-0 | 1-0 | 4-2 |
| San Teodoro   | 0-2 | 3-0 | 4-1 | 3-0 | 3-0 | 2-1 | 1-2 | 0-2 | 1-2 | 2-1 | 0-0 | 1-0 |     | 0-1 | 0-0 | 2-2 |
| Sanluri       | 2-0 | 1-1 | 4-1 | 2-1 | 0-3 | 3-2 | 0-1 | 4-0 | 0-0 | 2-3 | 1-1 | 3-2 | 0-2 |     | 2-0 | 2-2 |
| Taloro Gavoi  | 2-1 | 3-0 | 2-1 | 0-0 | 2-1 | 0-2 | 2-3 | 1-2 | 4-2 | 1-3 | 2-1 | 1-1 | 2-0 | 3-1 |     | 2-1 |
| Tempio        | 2-0 | 0-1 | 1-0 | 5-1 | 0-1 | 1-0 | 0-1 | 2-1 | 0-3 | 0-1 | 0-2 | 0-0 | 0-0 | 1-0 | 0-1 |     |

## Spareggi

### Play-off
Avendo la seconda classificata (il Latte Dolce) terminato la stagione con più di 6 punti di vantaggio sulla terza, come da regolamento i play-off non si sono disputati ed il Latte Dolce è stato direttamente ammesso ai play-off nazionali.

### Play-out
| Squadra 1 | Risultato   | Squadra 2 |
| --------- | ----------- | --------- |
| Tempio    | 2 - 2 (dts) | Alghero   |

| Tempio Pausania 5 maggio 2013 | Tempio | 2 – 2 (d.t.s.) | Alghero |  |

### Triangolare Eccellenza-Promozione
Il triangolare è formato da:  Alghero (perdente play-out Eccellenza) -  La Palma (vincente play-off Promozione girone A) -  Valledoria (vincente play-off Promozione girone B). La vincente del torneo parteciperà al campionato di Eccellenza 2013-2014, la seconda e la terza classificata al campionato di Promozione.
| Squadra       | P.ti | G | V | N | P | GF | GS | DR |
| ------------- | ---- | - | - | - | - | -- | -- | -- |
| 1. Alghero    | 3    | 2 | 1 | 1 | 0 | 4  | 1  | +3 |
| 2. La Palma   | 3    | 2 | 1 | 1 | 0 | 3  | 1  | +2 |
| 3. Valledoria | 0    | 2 | 0 | 0 | 2 | 2  | 7  | -5 |

| Valledoria 12 maggio 2013 | Valledoria | 1 – 3 | La Palma |  |

| Alghero 19 maggio 2013 | Alghero | 4 – 1 | Valledoria |  |

| Cagliari 26 maggio 2013 | La Palma | 0 – 0 | Alghero |  |

- Alghero ammesso al campionato di Eccellenza 2013-2014
- La Palma e  Valledoria ammesse al campionato di Promozione 2013-2014, ed in seguito promosse al campionato di Eccellenza 2013-2014 per completamento dei ranghi[10].

## Verdetti finali

### Sul campo
Promosse
- Olbia promosso in Serie D.

Play-off
- Latte Dolce ammesso ai play-off nazionali.

Retrocesse
- Pula,  Castelsardo e  Carbonia retrocesse in Promozione;

### Provvedimenti successivi
Promosse
- Latte Dolce promosso in Serie D[11] a completamento organici.